# Liste des présidents de la National Rifle Association
 (juillet 2023).
La mise en forme du texte ne suit pas les recommandations de Wikipédia : il faut le « wikifier ».
Les points d'amélioration suivants sont les cas les plus fréquents. Le détail des points à revoir est peut-être précisé sur la page de discussion.
- Les titres sont pré-formatés par le logiciel. Ils ne sont ni en capitales, ni en gras.
- Le texte ne doit pas être écrit en capitales (les noms de famille non plus), ni en gras, ni en italique, ni en « petit »…
- Le gras n'est utilisé que pour surligner le titre de l'article dans l'introduction, une seule fois.
- L'italique est rarement utilisé : mots en langue étrangère, titres d'œuvres, noms de bateaux, etc.
- Les citations ne sont pas en italique mais en corps de texte normal. Elles sont entourées par des guillemets français : « et ».
- Les listes à puces sont à éviter, des paragraphes rédigés étant largement préférés. Les tableaux sont à réserver à la présentation de données structurées (résultats, etc.).
- Les appels de note de bas de page (petits chiffres en exposant, introduits par l'outil «  Source ») sont à placer entre la fin de phrase et le point final[comme ça].
- Les liens internes (vers d'autres articles de Wikipédia) sont à choisir avec parcimonie. Créez des liens vers des articles approfondissant le sujet. Les termes génériques sans rapport avec le sujet sont à éviter, ainsi que les répétitions de liens vers un même terme.
- Les liens externes sont à placer uniquement dans une section « Liens externes », à la fin de l'article. Ces liens sont à choisir avec parcimonie suivant les règles définies. Si un lien sert de source à l'article, son insertion dans le texte est à faire par les notes de bas de page.
- La présentation des références doit suivre les conventions bibliographiques. Il est recommandé d'utiliser les modèles {{Ouvrage}}, {{Chapitre}}, {{Article}}, {{Lien web}} et/ou {{Bibliographie}}. Le mode d'édition visuel peut mettre en forme automatiquement les références.
- Insérer une infobox (cadre d'informations à droite) n'est pas obligatoire pour parachever la mise en page.

Pour une aide détaillée, merci de consulter Aide:Wikification.
Si vous pensez que ces points ont été résolus, vous pouvez retirer ce bandeau et améliorer la mise en forme d'un autre article.
Le poste de président de la National Rifle Association of America (NRA) est une figure de proue symbolique, qui remonte à la fondation de l'organisation à New York le 17 novembre 1871.
Fondée par George Wood Wingate et William Conant Church, deux vétérans de l'Union consternés par le manque de compétences en tir des recrues, l'association des fusiliers (rifle association) vota pour que le général de l'Union Ambrose Burnside devienne son premier président. Church succède à Burnside en tant que deuxième président de l'organisation, et Wingate devient le dixième en 1886. Traditionnellement, le premier vice-président est élevé au rang de président lorsque le poste devient vacant, tandis que le deuxième vice-président est promu de la même manière,, mais cette pratique n'a pas toujours été respectée.
Tout au long de l'histoire de la NRA, les présidents ont eu des objectifs et des effets, notamment celui d'apporter une plus grande légitimité à la NRA,; les titulaires de la fonction ont également provoqué intentionnellement l'indignation et la condamnation,. Depuis les années 1990, certains présidents de la NRA ont fait des déclarations controversées, comme lorsque James W. Porter II a qualifié Barack Obama, dont il percevait l'administration comme hostile aux droits des armes à feu, de "faux président" et lorsque Charlton Heston a proclamé aux défenseurs du contrôle des armes à feu qu'ils ne pourraient avoir son arme qu'après l'avoir prise "de mes mains froides et mortes",.
Alors qu'ils étaient autrefois élus lors de la convention annuelle, à partir de 2020, les présidents de la NRA sont choisis par le conseil d'administration,. Ils effectuent généralement deux mandats d'un an. Toutefois, le conseil d'administration de la NRA a modifié les statuts de l'organisation pour faire une exception personnalisée en faveur de l'acteur Charlton Heston afin de lui permettre d'effectuer un mandat unique de cinq ans. En vertu de ces statuts, le poste de président n'est pas rémunéré. Pendant son mandat, Oliver North a cherché à faire de ce poste un poste rémunéré, mais cette initiative a échoué lorsqu'il a été évincé du poste de président à la suite d'une lutte de pouvoir avec le vice-président exécutif Wayne LaPierre. Certains anciens présidents ont ensuite été employés par la NRA, comme Marion Hammer, la première femme présidente de l'association, qui est directrice exécutive de la filiale de Floride,. Depuis 1991, le vice-président exécutif, qui agit en tant que chef des opérations du groupe, est Wayne LaPierre, malgré plusieurs contestations internes de son rôle,.
Il y a eu 65 présidents de la NRA, pour 67 mandats distincts, Smith W. Brookhart et Carolyn D. Meadows ayant tous deux occupé le poste deux fois de manière non consécutive. D'autres personnes ont occupé ce poste, notamment l'ancien président des États-Unis Ulysses S. Grant, le lobbyiste Harlon Carter, le commissaire de la Ligue de football américain (American Football League) Joe Foss et l'activiste conservateur David Keene. Le président en exercice à partir de 2021 est Charles Cotton.

## Présidents de la National Rifle Association

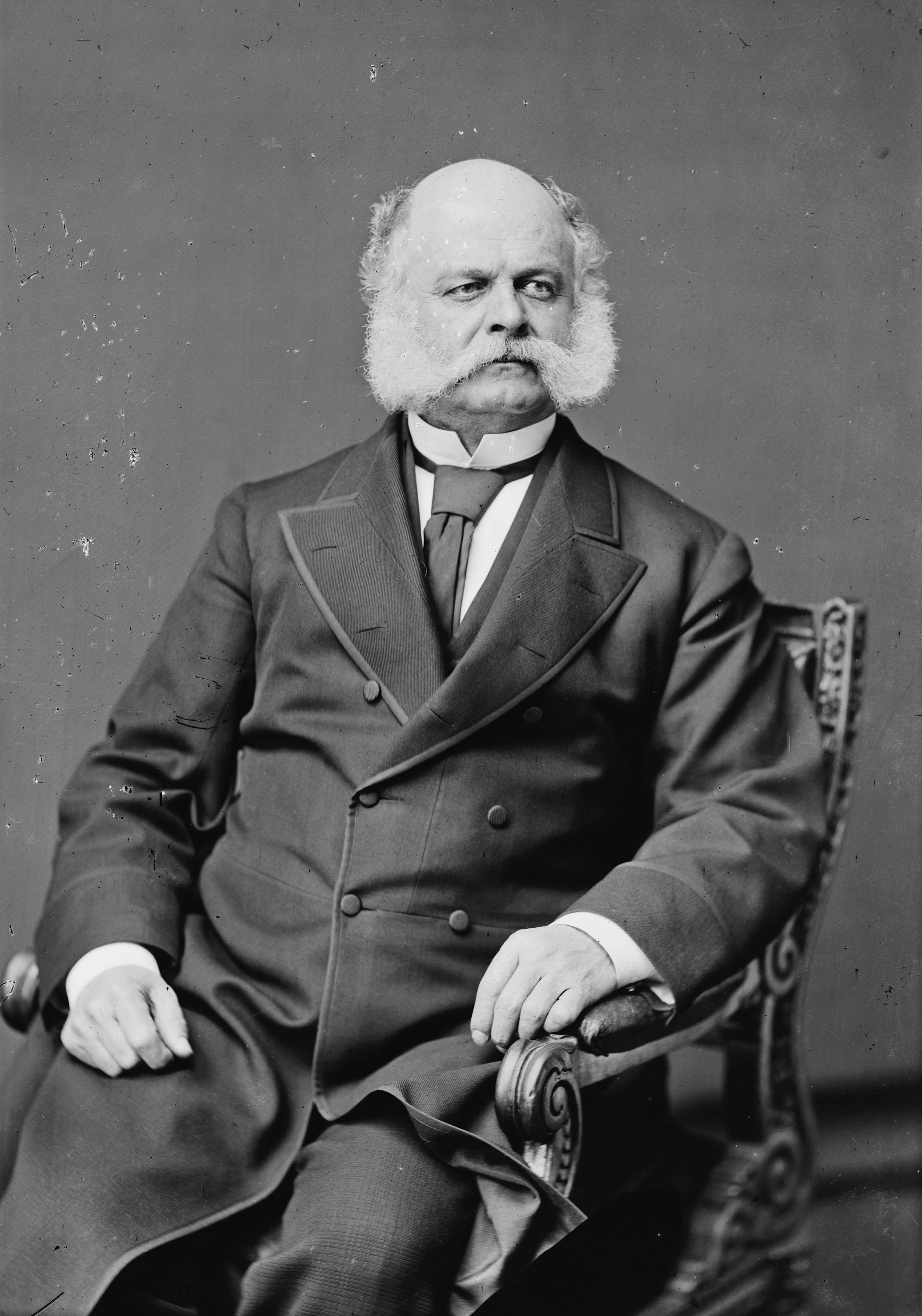
Photographie post-Guerre civile d'Ambrose Burnside du Rhode Island

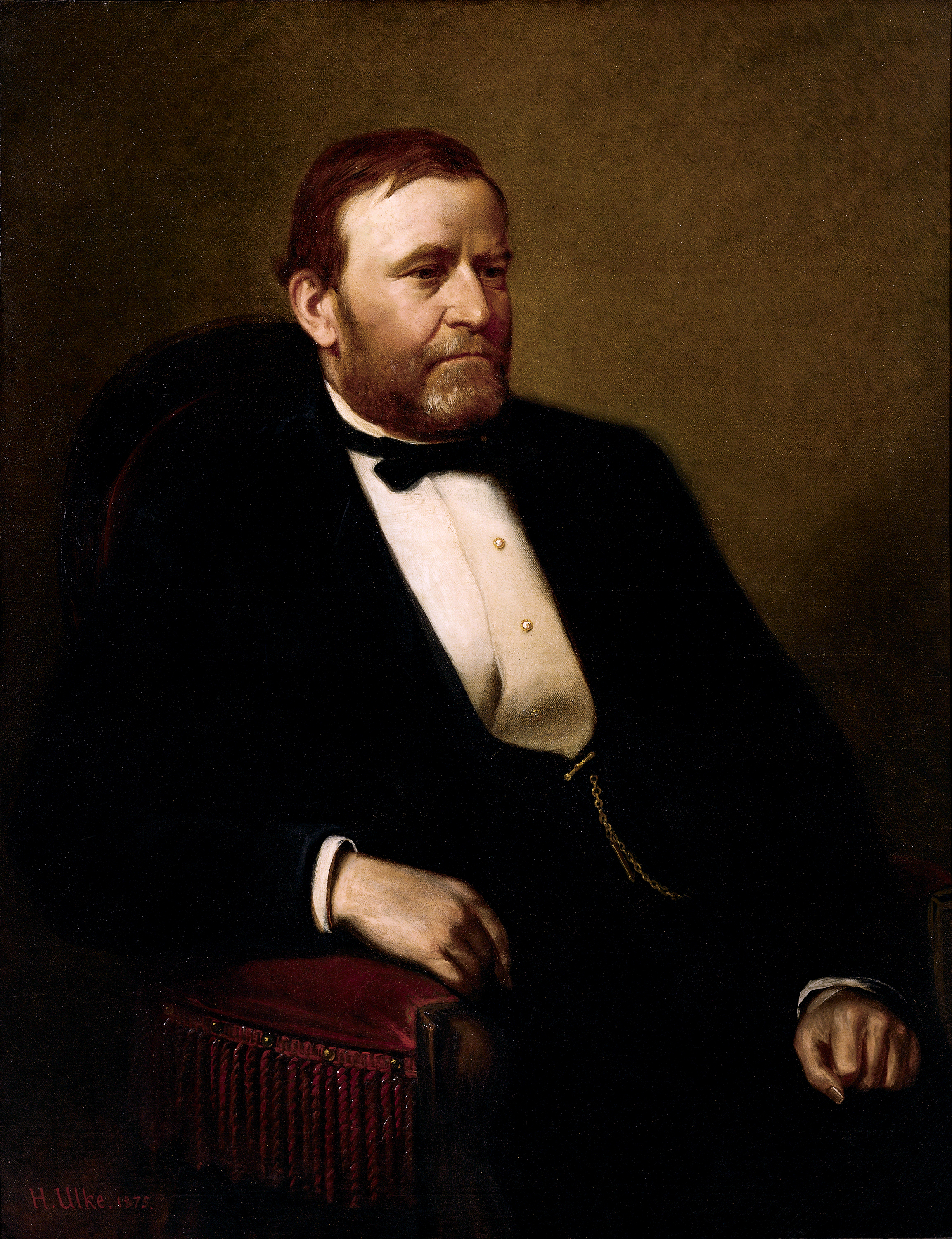
Portrait présidentiel d'Ulysses S. Grant (1875)

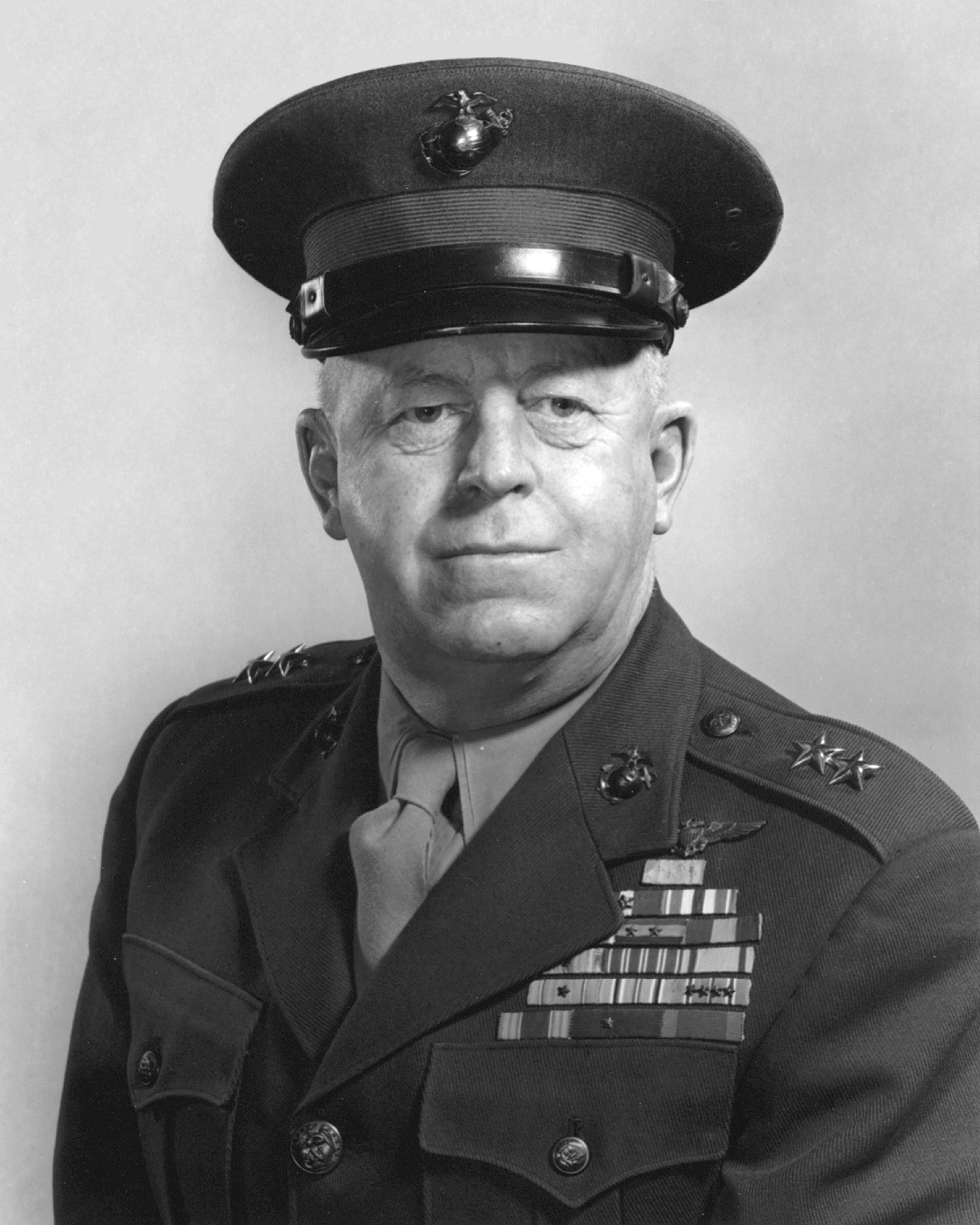
Officier de marine à la retraite "Red Mike" Edson (vers 1936)

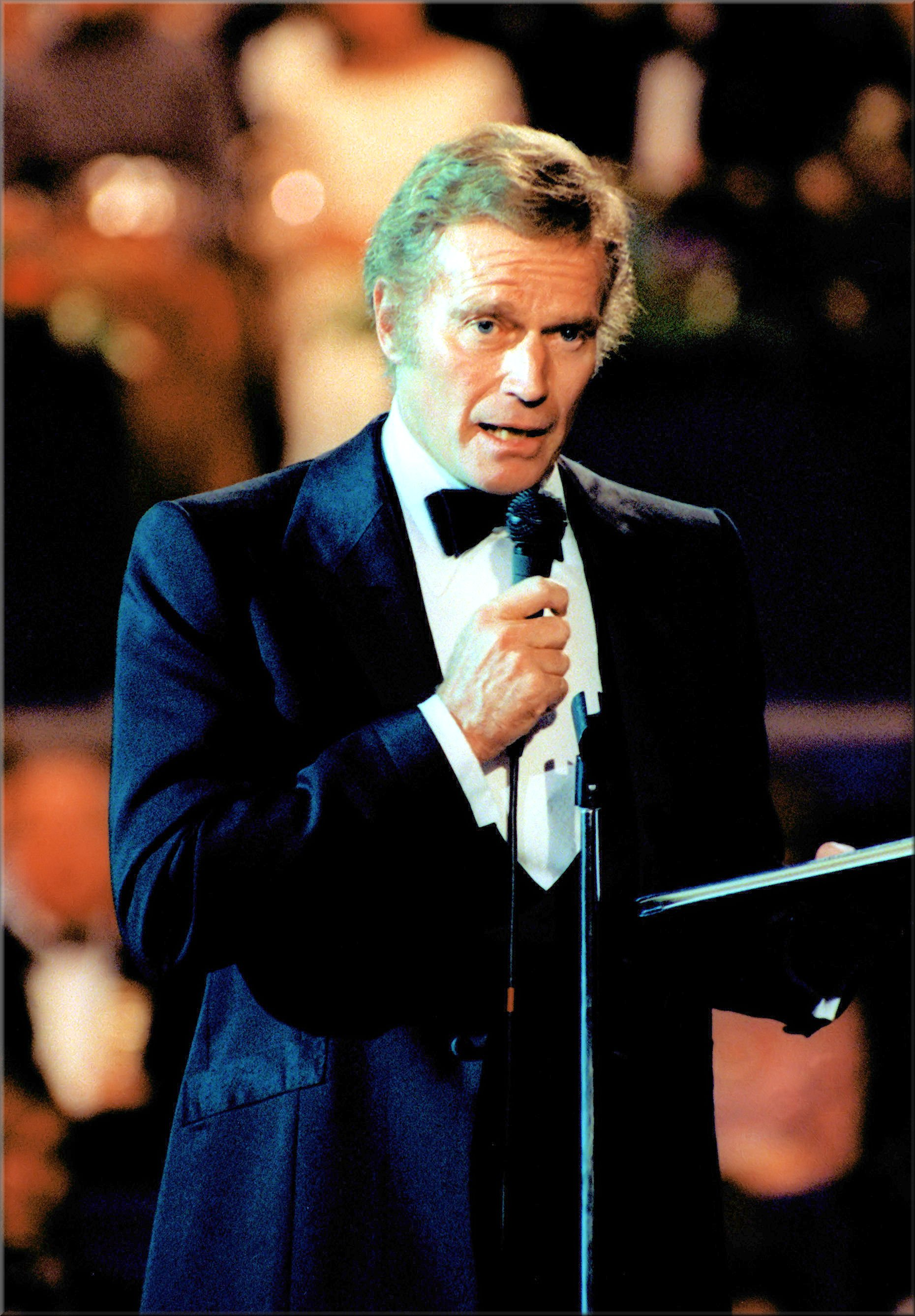
L'acteur Charlton Heston lors d'un gala de l'American Film Institute (1981)

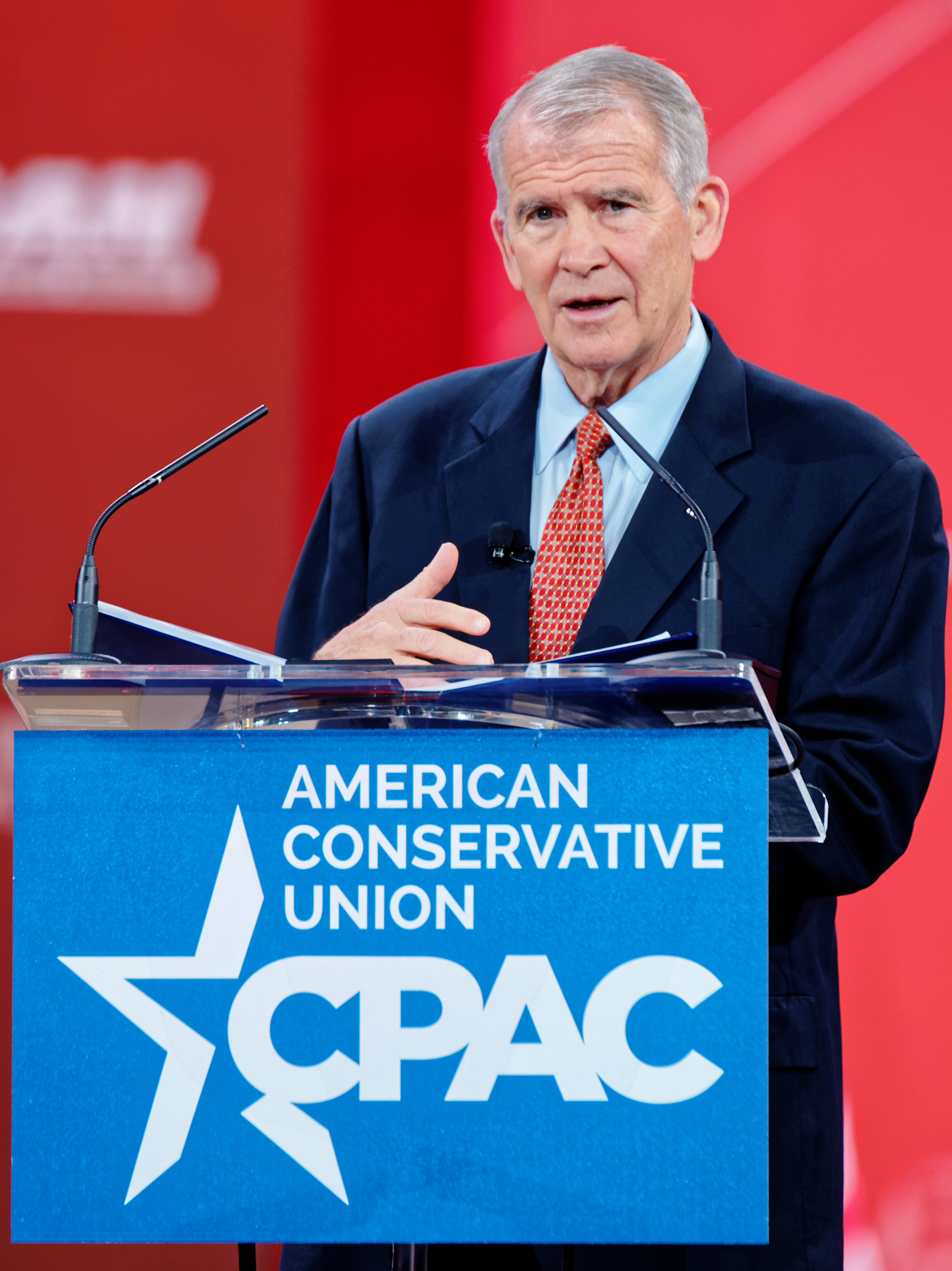
Oliver North s'exprimant à l'occasion de la Conservative Political Action Conference (2015)

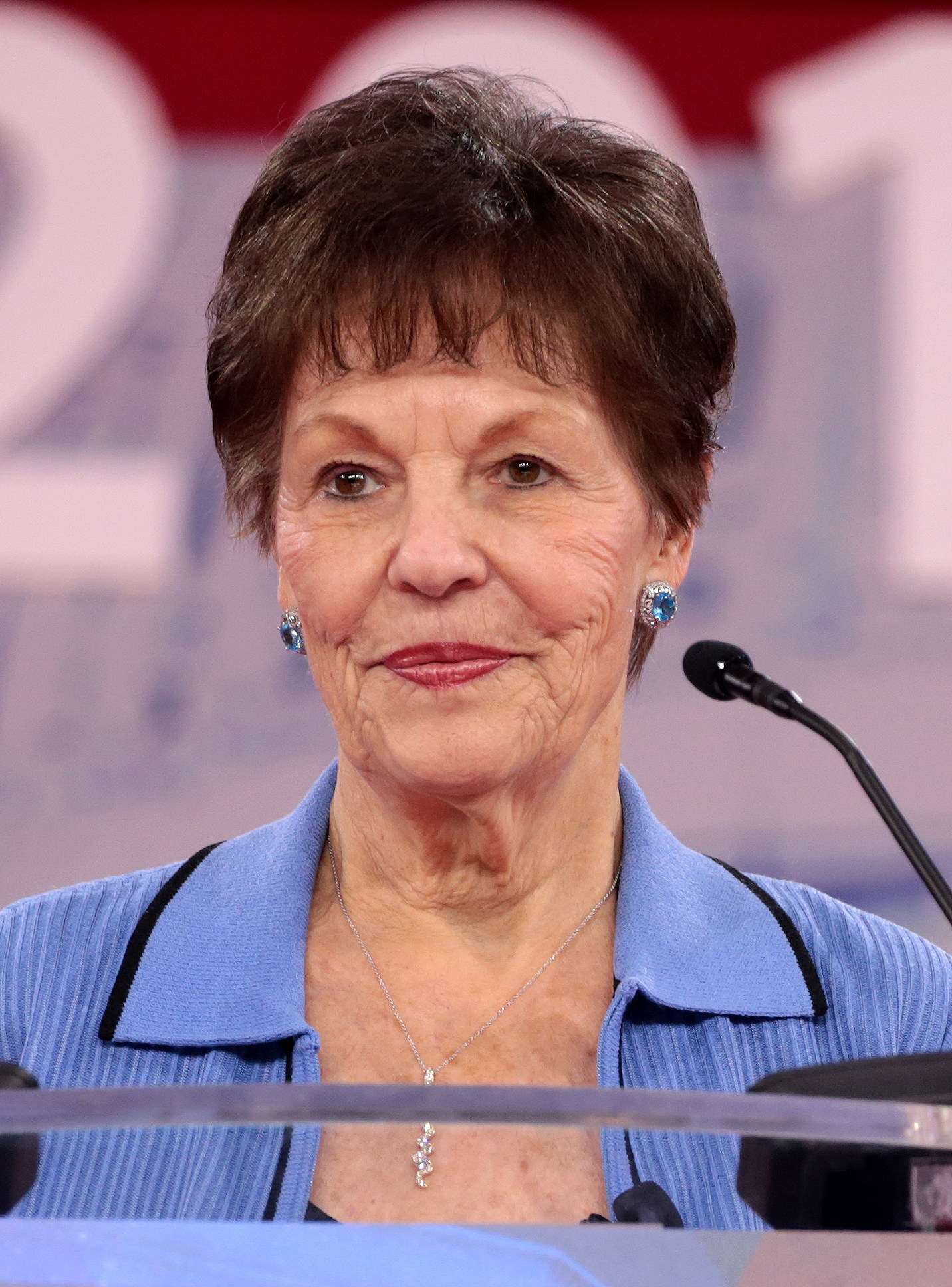
Ancien présidente Carolyn Meadows a exercé deux mandats non consécutifs

| No. | Nom                             | Titularisation | Contexte                                               | Réf.    |
| --- | ------------------------------- | -------------- | ------------------------------------------------------ | ------- |
| 1   | Ambrose Burnside                | 1871–1872      | Général de l'Union                                     | [ 5 ]   |
| 2   | William Conant Church           | 1872–1875      | Journaliste                                            | ,       |
| 3   | Alexander Shaler (en)           | 1875–1877      | Général de l'Union                                     | ,       |
| 4   | N. P. Stanton                   | 1877–1880      | Juge                                                   | ,       |
| 5   | Henry Alger Gildersleeve (en)   | 1880           | Juge                                                   | ,       |
| 6   | Winfield S. Hancock             | 1880–1881      | Candidat démocrate à l'élection présidentielle de 1880 | ,       |
| 7   | E. L. Molineux (en)             | 1882           | Soldat de l'Union                                      | [ 31 ]  |
| 8   | Ulysses S. Grant                | 1883–1884      | 18e Président des Etats-Unis                           | [ 31 ]  |
| 9   | Philip Sheridan                 | 1885           | Général de l'Union                                     | [ 31 ]  |
| 10  | George Wood Wingate             | 1886–1900      | Soldat de l'Union                                      | ,       |
| 11  | Bird W. Spencer (en)            | 1900–1907      | Brigadier général                                      | ,       |
| 12  | James Drain (en)                | 1907–1916      | Adjudant-général - Washington                          | ,       |
| 13  | William Libbey (en)             | 1916–1921      | Tireur sportif                                         | ,       |
| 14  | Smith W. Brookhart (en)         | 1921–1925      | Sénateur américain de l'Iowa                           | ,       |
| 15  | Francis E. Warren               | 1925           | Sénateur américain du Wyoming                          | ,       |
| 16  | Smith W. Brookhart (en)         | 1925–1926      | Sénateur américain de l'Iowa                           | ,       |
| 17  | Fred M. Waterbury (en)          | 1926–1927      | Lieutenant colonel                                     | [ 45 ]  |
| 18  | Lewis Miller Rumsey Jr. (en)    | 1928           | Lieutenant colonel                                     | ,       |
| 19  | Patrick J. Hurley               | 1929           | Secrétaire d'État adjoint à la guerre                  | [ 48 ]  |
| 20  | Benedict Crowell (en)           | 1930–1931      | Brigadier général                                      | [ 49 ]  |
| 21  | G. A. Fraser (en)               | 1932           | Brigadier général                                      | ,       |
| 22  | Karl T. Frederick               | 1934           | Tireur sportif                                         | [ 51 ]  |
| 23  | Ammon B. Critchfield (en)       | 1936           | Adjudant général de l'Ohio                             | ,       |
| 24  | Gustavus D. Pope (en)           | 1937–1938      | Humanitaire                                            | ,       |
| 25  | Littleton W. T. Waller Jr. (en) | 1939           | Brigadier general                                      | ,       |
| 26  | Nathaniel C. Nash (en)          | 1941           | Botaniste                                              | ,       |
| 27  | Hilliard Comstock (en)          | 1942–1943      | Juge                                                   | ,       |
| 28  | Thurman Randle (en)             | 1944–1946      | Lieutenant colonel                                     | ,       |
| 29  | Francis W. Parker Jr. (en)      | 1946–1947      | Avocat spécialisé dans les brevets                     | ,       |
| 30  | Emmett Swanson (en)             | 1948–1949      | Tireur sportif                                         | ,       |
| 31  | Merritt A. Edson                | 1949–1950      | Général des Marines                                    | ,       |
| 32  | Harry D. Linn (en)              | 1951–1952      | Homme d'affaires                                       | ,       |
| 33  | J. Alvin Badeaux (en)           | 1953–1954      | Activiste                                              | ,       |
| 34  | Morton C. Mumma (en)            | 1955           | Rear admiral                                           | ,       |
| 35  | George R. Whittington (en)      | 1957           | Avocat                                                 | ,       |
| 36  | Irvine C. Porter (en)           | 1959–1961      | Avocat                                                 | ,       |
| 37  | John M. Schooley (en)           | 1961–1963      | Shérif de Denver                                       | ,       |
| 38  | Bartlett Rummel (en)            | 1963–1964      | Juge                                                   | ,       |
| 39  | Harlon Carter (en)              | 1965–1967      | Activiste                                              | ,       |
| 40  | Harold W. Glassen (en)          | 1967–1968      | Tireur sportif                                         | ,       |
| 41  | Woodson D. Scott (en)           | 1969–1970      | Avocat                                                 | ,       |
| 42  | Fred M. Hakenjos (en)           | 1971           | Artiste                                                | ,       |
| 43  | C. R. Gutermuth (en)            | 1973–1974      | Conservationiste                                       | ,       |
| 44  | Merrill W. Wright (en)          | 1975           | Major général                                          | ,       |
| 45  | Lloyd M. Mustin (en)            | 1977–1978      | Vice admiral                                           | ,       |
| 46  | John B. Layton (en)             | 1979           | Chef de la police de Washington, D.C.                  | ,       |
| 47  | Keith M. Gaffaney (en)          | 1981–1983      | Officier de police                                     | ,       |
| 48  | Howard W. Pollock (en)          | 1983–1985      | Membre du Congrès de l'Alaska                          | ,       |
| 49  | Alonzo H. Garcelon (en)         | 1985           | Dentiste                                               | ,       |
| 50  | James E. Reinke (en)            | 1985–1988      | Vice-président d'Eastern Airlines                      | ,       |
| 51  | Joe Foss                        | 1988–1990      | 20e gouverneur du Dakota du Sud                        | ,       |
| 52  | Richard D. Riley (en)           | 1990–1992      | Activiste                                              | ,       |
| 53  | Robert K. Corbin (en)           | 1992–1993      | Procureur général de l'Arizona                         | ,       |
| 54  | Thomas L. Washington (en)       | 1994–1995      | Conservationiste                                       | ,       |
| 55  | Marion Hammer (en)              | 1995–1998      | Activiste                                              | ,       |
| 56  | Charlton Heston                 | 1998–2003      | Acteur                                                 | [ 95 ]  |
| 57  | Kayne Robinson                  | 2003–2005      | Chef des inspecteurs de Des Moines                     | ,       |
| 58  | Sandra Froman (en)              | 2005–2007      | Avocat                                                 | ,       |
| 59  | John C. Sigler (en)             | 2007–2009      | Avocat                                                 | ,       |
| 60  | Ron Schmeits (en)               | 2009–2011      | Maire de Jordan, Minnesota                             | ,       |
| 61  | David Keene (en)                | 2011–2013      | Activiste                                              | [ 103 ] |
| 62  | James W. Porter II (en)         | 2013–2015      | Activiste                                              | [ 104 ] |
| 63  | Allan D. Cors (en)              | 2015–2017      | Tireur sportif                                         | ,       |
| 64  | Pete Brownell (en)              | 2017–2018      | Homme d'affaires                                       | ,       |
| 65  | Carolyn D. Meadows              | 2018           | Activiste                                              | [ 108 ] |
| 66  | Oliver North                    | 2018–2019      | Commentateur politique                                 | [ 109 ] |
| 67  | Carolyn D. Meadows              | 2019–2021      | Activiste                                              | ,       |
| 68  | Charles Cotton                  | since 2021     | Activiste                                              | [ 111 ] |